# Myasnikyan
Myasnikyan (in armeno Մյասնիկյան?) è un comune dell'Armenia di 4 523 abitanti (2009) della provincia di Armavir.